# Osmium(V)-chlorid
Osmium(V)-chlorid ist eine chemische Verbindung des Osmiums aus der Gruppe der Chloride.

## Gewinnung und Darstellung
Osmium(V)-chlorid kann in kleinen Mengen durch Reaktion von Osmiumhexafluorid mit überschüssigem Bortrichlorid gewonnen werden.
{\displaystyle {\ce {2OsF6 + 4BCl3 -> 2OsCl5 + 4BF3 + Cl2}}}
Es lässt sich auch durch Einwirkung von Schwefeldichlorid auf Osmiumtetroxid gewinnen.
{\displaystyle {\ce {2OsO4 + 8SCl2 + 5Cl2 -> 2OsCl5 + 8SOCl2}}}

## Eigenschaften
Osmium(V)-chlorid ist ein schwarzer dimerer Feststoff und mit Rhenium(V)-chlorid isomorph. Es ist in unpolaren Lösungsmitteln schwer löslich. In Phosphoroxychlorid löst es sich gut mit rotbrauner Farbe, es wird darin solvatisiert und kann daraus als das Solvat OsCl5·POCl3 isoliert werden.